# K-222
El submarino soviético K-222 inicialmente llevaba el numeral K-162. Fue el submarino más rápido del mundo. El primero construido con un casco de titanio. Este submarino es el único representante de su clase Proyecto 661 Anchar diseñado como submarino nuclear lanzador de misiles crucero. Es más conocido en Occidente por su nombre de la OTAN  clase Papa. El K-162 fue renombrado K-222 en 1978.

## Desarrollo
El proyecto 661 fue obligado a ser altamente innovador, ya que estaba prohibido reutilizar soluciones técnicas ya empleadas. Los supuestos básicos del nuevo proyecto fueron:
- Aumento al doble velocidad (con respecto a los buques de proyecto 629A )
- Y una vez y media la profundidad de inmersión.
- Equipado con un reactor nuclear pequeño y una turbina pequeña.
- Equipado con un sistema de misiles sumergidos de pequeño tamaño, mientras que al mismo tiempo gran alcance.
- Control de buques utilizando sistemas totalmente automatizados y la capacidad de utilizar sistemas de combate de flota a toda velocidad.
- Mayor protección de contra minas, torpedos y misiles.
- Reducción del desplazamiento total del buque y sus dimensiones.
- Mejora de las condiciones de habitabilidad de la tripulación.
- Uso de nuevos tipos de materiales.

Por un lado impuso innovación pero por el otro ralentizó el desarrollo. El proyecto comenzó en 1959, con la tarea del diseño asignado al OKB-16, uno de los dos predecesores, el otro SKB-143, del famoso Oficina Central de Diseño Malaquita, que eventualmente se convertiría en uno de los tres centros de diseño submarino soviético, y posteriormente ruso, junto con Oficina de Diseño Rubin y Oficina Central de Diseño Lazurit.
El K-222 fue diseñado como un submarino de ataque extremadamente rápido, y fue el primer submarino construido con un casco de aleación de titanio. También se consideró el empleo de aluminio o aleaciones de acero. Pero el mayor potencial para la construcción de la aleación de titanio, que se caracteriza por su gran ligereza y excelente durabilidad y muy alta resistencia a la corrosión marina y ser no magnético inclinó la balanza a su favor. Su uso proporcionaba una reducción en el peso de la estructura, aumentaba la vida ( "ciclo de vida") del casco, permitía lograr una mayor profundidad de inmersión. Y su no magnetismo aumentaron la protección contra minas magnéticas y los detectores de anomalía magnética (MAD). El uso de aleación de titanio para construir submarinos fue aprobado en 1959.
El K-222 tenía dos reactores de agua ligera, VM-5, diseñados para ser lo más compacto posible. El bombeo del refrigerante del circuito primario se realizaba "tubo a tubo" y la reacción en cadena la generaba tanto los neutrones térmicos como rápidos. Se prescindió de los generadores diésel, utilizando como fuente de alimentación de emergencia una potente batería.
Estaba armada con 10 misiles SS-N-7 Starbright (П-70 «Аметист»), de unos 110 km de alcance, en tubos individuales delante de la vela, entre los cascos interior y exterior, que eran de aleación de titanio. De diseño similar a la clase Charlie, fue pensado para interceptar y atacar grupos de portaaviones. Al igual que la clase de Charlie y la posterior clase Oscar, sus misiles de crucero solo podían ser recargados en el puerto, convirtiéndola en uno de los barcos "mariposa" de la Armada Soviética.
Según algunas fuentes inicialmente estaba pensado una serie de diez pero al final se construyó una sola unidad, debido al ruido, el número insuficiente de misiles y al alto coste. Según otras fuentes originalmente se planeó la construcción solo de tres submarinos, pero en 1961, antes de colocar la quilla, teniendo en cuenta las dificultades de fabricación, se reduce el número a dos, y, finalmente, el 7 de julio de 1962 a uno.. En cambio, se decidió producir en paralelo los submarinos menos avanzados proyecto 670 con el mismo armamento. Y diseñar una versión mejorada del 661A con nuevos misiles agua-agua malaquita y la versión 661B con misiles balísticos D-5, pero no van más allá de la etapa de proyecto. Se considerada como el predecesor de los submarinos clase Alfa y Sierra, y puede haber probado las tecnologías que fueron utilizados más tarde en dichas clases.

## Historia
La unidad, nombrada K-162 , se comenzó a construir en el astillero Sevmash en Severodvinsk el 28 de diciembre de 1963, y fue botada en 1966. El proceso de construcción se prolongó considerablemente, debido principalmente a problemas relacionados con las nuevas tecnologías.  Especialmente relacionados con la soldadura de los componentes de titanio. para evitar la contaminación al ser soldado se realizaba en una atmósfera saturada de argón por trabajadores en trajes especiales herméticos. Fue necesario construir salas especiales con una composición controlada de aire y temperatura dentro de ellas, pinturas especiales que cubrían el interior y pisos especiales. Así como a la pequeña producción de titanio en la URSS (un millón y medio de toneladas al año). Entró en servicio el 31 de diciembre de 1969, en Severodvinsk. Fue asignado a la Flota del Norte. Era el submarino más rápido del mundo, alcanzando una velocidad récord sumergido de 44,7 nudos (82,8 km/h) en los ensayos. Su velocidad máxima extraoficial, alcanzada el 30 de marzo de 1971, fue de 44,85 nudos (83,06 km/h, 51,61 mph). Sin embargo, la alta velocidad además de altos costos de construcción producía un ruido excesivo, unos 100 dB, y dañaba de forma significativa el casco exterior.
Dentro de la marina soviética comúnmente recibía el sobrenombre del "pez dorado", en referencia a su elevado coste de desarrollo y de construcción.
El 30 de septiembre de 1980 uno de los reactores nucleares del K-222 fue seriamente dañado durante el mantenimiento. En 1988, fue puesto en reserva en la base naval de Belomorsk en Severodvinsk. Y finalmente eliminado de los registros de la flota en 1989. Diez años más tarde fue trasladado a Sevmash en Severodvinsk para su desguace, pero su peculiaridad constructiva no permitía el empleo de métodos tradicionales. Permaneció otra década, hasta 2010, que fue remolcado al centro de reparación de Zvezdochka. Pasado el 5 de marzo de 2010 comenzó el desmantelamiento en Sevmash, la única instalación capaz de manipular el casco de titanio. De forma inusual, el desguace se realizó con los reactores y el combustible nuclear a bordo, ya que no se había previsto en el diseño la posibilidad de retirar el reactor. El desguace también comenzó antes de que el Banco Europeo de Reconstrucción y Desarrollo (BERD) eligiera un consultor internacional para la descarga del combustible.

## Otras fotografías

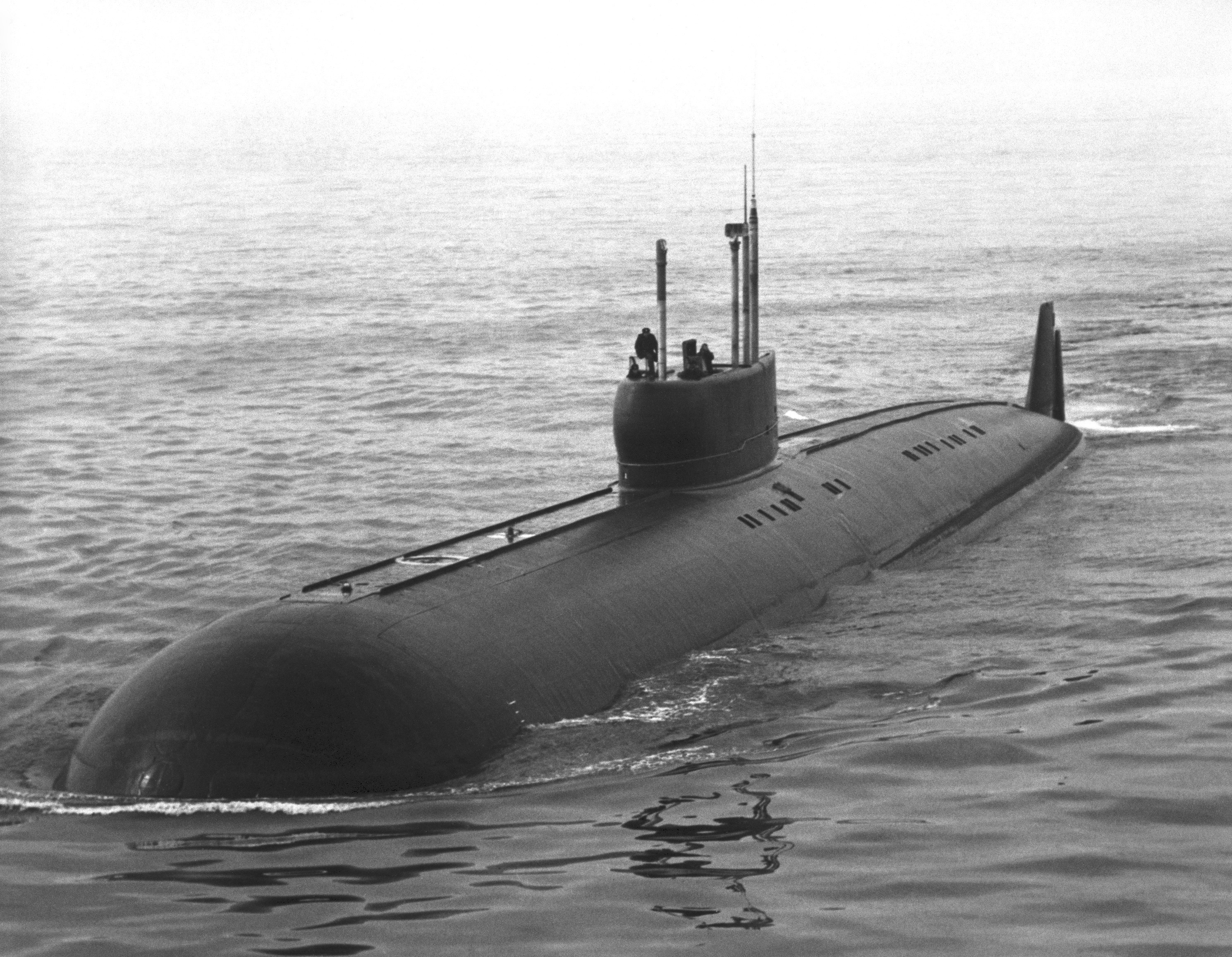
Vista frontal del K-162
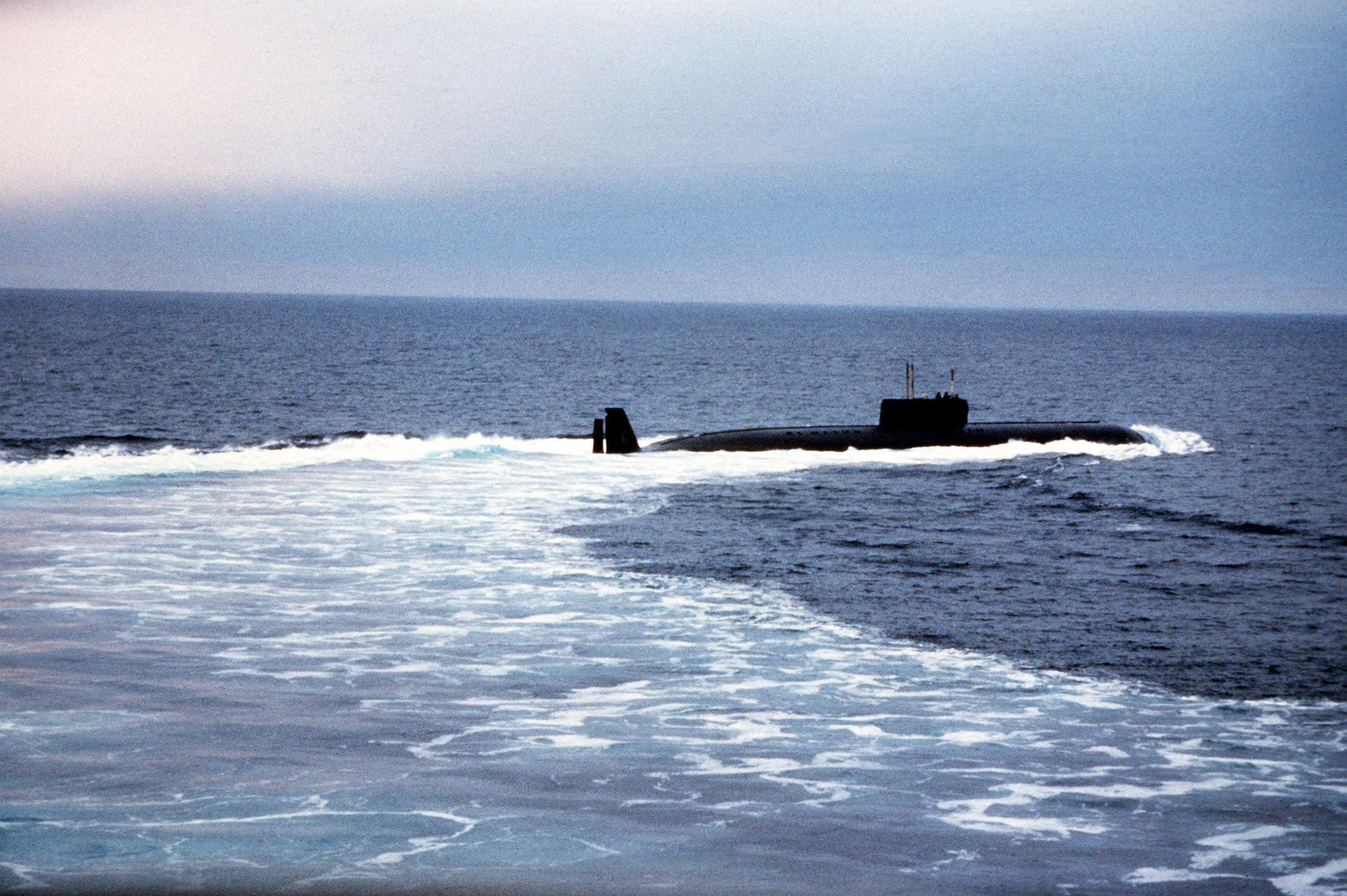
El K-162
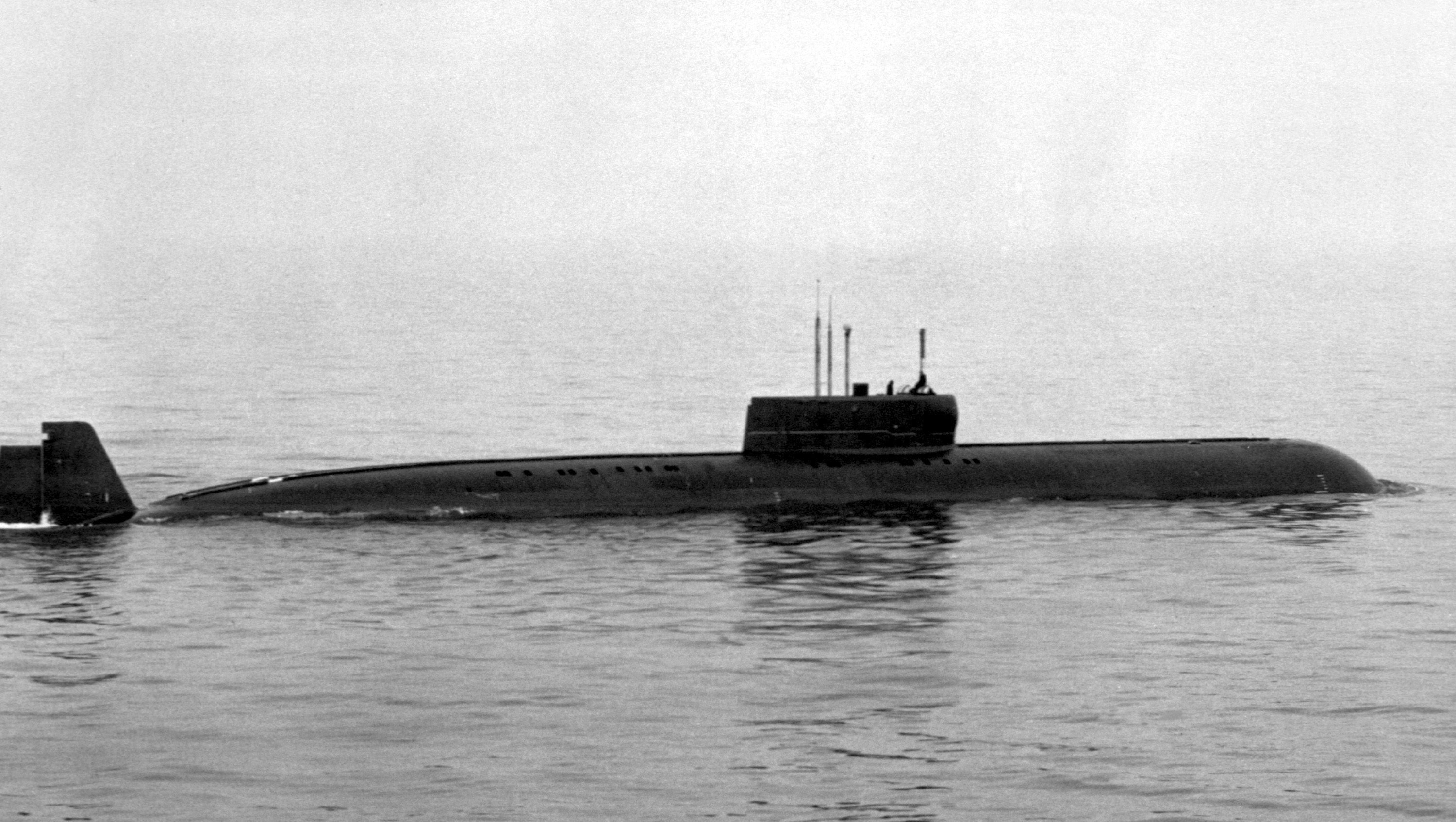
El K-222 (ex K-162) en 1985
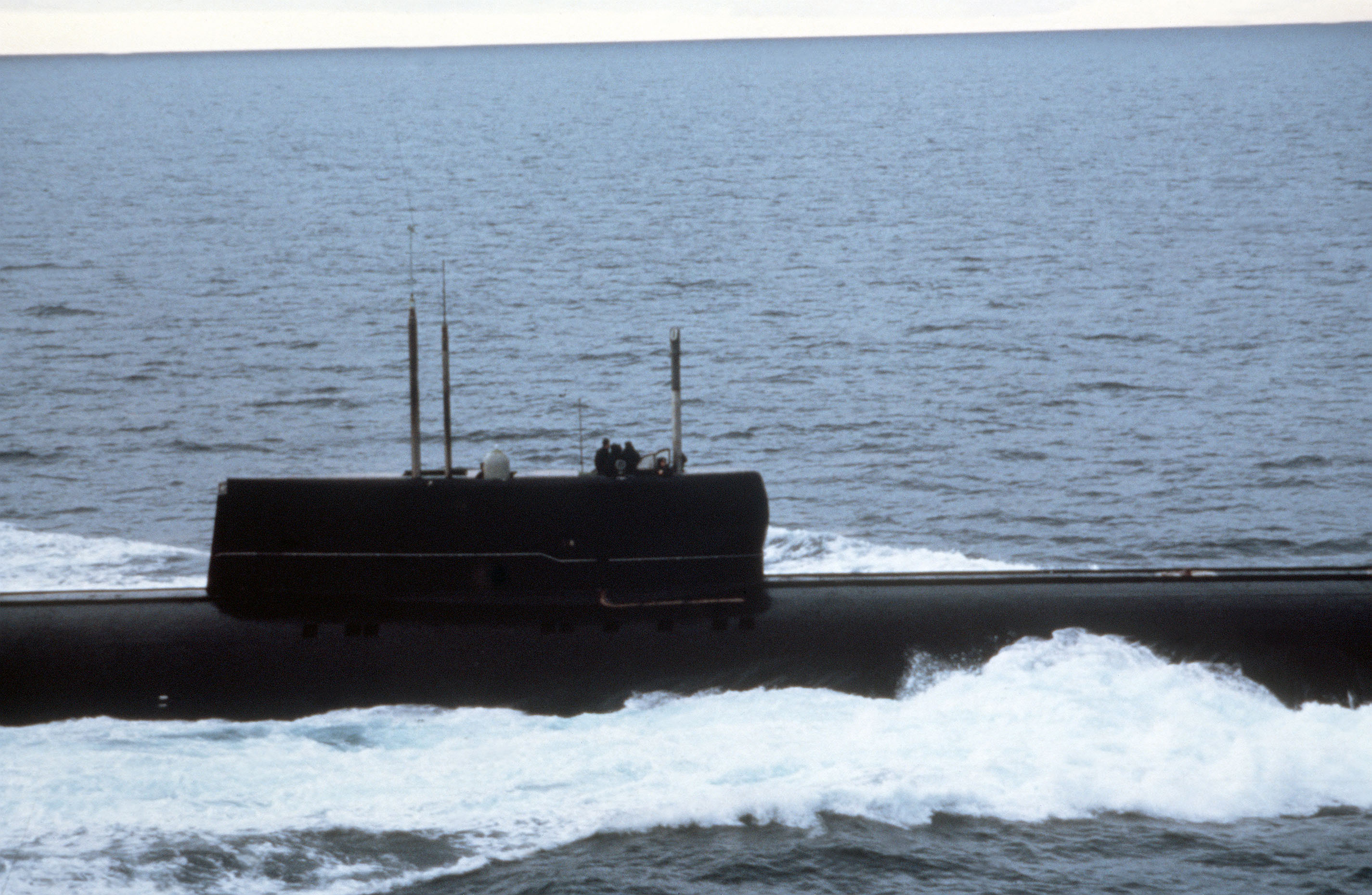
Detalle de la vela